# ようこそ!ポケモンカフェ 〜まぜまぜパズル〜
『ようこそ!ポケモンカフェ 〜まぜまぜパズル〜』（英題：Pokémon Café ReMix）は、ジニアス・ソノリティが開発し、株式会社ポケモンと任天堂より配信されたNintendo Switch・iOS・Android用ダウンロードソフト。略称は『ポケまぜ』。
2020年6月24日に『Pokémon Café Mix』（ポケモンカフェミックス）のタイトルで配信開始され、2021年10月28日実施のリニューアルに合わせて現在のタイトルに改題された。

## 内容
本作は、アイコン状にデフォルメされたポケモンを1つタッチし、かき回すようにスワイプして繋げるパズルゲームである。
主人公（プレイヤー）は、さまざまなポケモンが集う「ポケモンカフェ」の店長。女性で主人公サポーター「リア」やパートナーのポケモン「イーブイ」らとともに、来店するポケモンからのオーダーを攻略すると、カフェを増築や改築が可能になり、食材のバリエーションも増やすことができる。
本作でマッチさせるアイコンは「やる気」として位置づけられており、ステージクリアは「料理の完成」と位置付けられている。
また、オブジェクトは「料理の材料」として位置づけられており、ステージの題材となる料理のカテゴリによってオブジェクトの種類も異なる。
本作は客となるポケモンの仲良し度が一定数に達することでスタッフとして仲間にできる。
スタッフとなるポケモンには「カフェスキル」や得意分野が割り当てられている。
基本プレイ無料（アイテム課金制）であり、パズルのコンティニュー・ライフの回復などに用いる「金のどんぐり」などが購入可能。
2020年6月にNintendo Switch用『Pokémon Café Mix』デザインの、オリジナルニンテンドープリペイドカードが発売された。
2021年夏期間中には、新要素体験版としてクローズドβテストを希望者10,000名向けに実施した。
2021年10月28日実施のリニューアルでは、新ポケモンの追加やレベル・能力上げ機能、得意ギミック機能、スタッフの衣装の着せ替えなどが行われた。

## あらすじ
主人公（プレイヤー）は子供時代にイーブイとカフェを訪れる。
そこはポケモン達がスタッフとして働き、スタッフも客もポケモン達も笑顔の絶えない憩いの場であった。
それから時は過ぎ成長した主人公はオープンした「ポケモンカフェ」の店長として、立派なポケモンカフェを目指し、サポート店員の「リア」、子供時代からのパートナー「イーブイ」らとともに一歩を踏み出した。

## スタッフ一覧
- イーブイ - 主人公の相棒ポケモン
- イーブイ クリスマス - 課金・期間限定
- イーブイ マスターシェフ - マスターポイント交換
- フシギダネ
- ヒトカゲ
- ゼニガメ
- ピカチュウ
- ピカチュウ スイーツ - 課金
- ピカチュウ カビゴンマニア - 課金・期間限定
- ピカチュウ マスターシェフ - マスターポイント交換
- プリン
- ニャース
- ヤドン ガラルのすがた - チームイベント攻略特典・期間限定
- ゲンガー - 期間限定
- ナッシー
- ラッキー - チームイベント攻略特典・期間限定
- カビゴン - チームイベント攻略特典・期間限定
- カイリュー - 期間限定
- トゲピー
- キレイハナ
- ソーナンス
- ブルー
- セレビィ - 期間限定
- セレビィ 色違い - ログイン特典・期間限定
- キルリア
- プラスル
- マイナン
- ドダイトス - 期間限定
- ポッチャマ
- ムックル
- ブイゼル
- ルカリオ
- ルカリオ クリスマス - チームイベント攻略特典・期間限定
- ムーランド
- タブンネ
- エルフーン
- チラーミィ
- エモンガ
- ゴーゴート
- ペロリーム
- キテルグマ
- アママイコ
- ミミッキュ - チームイベント攻略特典・期間限定
- サルノリ - 期間限定
- ヒバニー - 期間限定
- メッソン - 期間限定
- テブリム - 期間限定

以下、『ポケまぜ』で新たに登場するスタッフ及び限定衣裳。
- イーブイ シェフ - ログイン特典・期間限定
- イーブイ スイーツ - 期間限定
- イーブイ パーティータキシード - ログイン特典・期間限定
- イーブイ パーティードレス - 課金・期間限定
- イーブイ フェスティバル - デリバリー・期間限定
- イーブイ メス - 2周年チャレンジ第1弾・期間限定
- イーブイ 色違い
- フシギダネ きねんのクラウン - ログイン特典・期間限定
- フシギダネ 3rdアニバーサリー - ログイン特典・期間限定
- ヒトカゲ ストリート - 課金・期間限定
- ヒトカゲ 3rdアニバーサリー - ログイン特典・期間限定
- リザードン - ポイントイベント攻略特典・期間限定
- リザードン しょうがつ - デリバリー・期間限定
- リザードン 色違い - イベント・期間限定
- ゼニガメ かめのこぼうし - 期間限定
- ゼニガメ レインポンチョ - 有料プレミアムパス・期間限定（2022年6月）
- ゼニガメ 3rdアニバーサリー - ログイン特典・期間限定
- ピカチュウ シェフ - EXTRAオーダー攻略特典
- ピカチュウ きのみファーム - 課金・期間限定
- ピカチュウ HAKAMA'22 - 課金・期間限定
- ピカチュウ パーティータキシード - 課金・期間限定
- ピカチュウ パーティードレス - ログイン特典・期間限定
- ピカチュウ フラワーフレーム - デリバリー・期間限定
- ピカチュウ メス - 2周年チャレンジ第2弾・期間限定
- ライチュウ アローラのすがた  - 有料プレミアムパス・期間限定（2023年7月）
- ロコン - チームイベント攻略特典・期間限定
- ロコン あったかケープ - 期間限定
- ロコン アローラのすがた - ポイントイベント攻略特典・期間限定
- ロコン アローラのすがた あったかケープ - 期間限定
- ロコン アローラのすがた フラワーコーデ - デリバリー・期間限定
- キュウコン アローラのすがた  - デリバリー・期間限定
- プリン ふわふわバルーン - 有料プレミアムパス・期間限定（2022年4月）
- プリン クリスマス - ログイン特典・期間限定
- プリン なつやすみ - ログイン特典・期間限定
- ニャース HAKAMA'22 - 課金・期間限定
- ニャース いたずら毛糸 - チームイベント攻略特典・期間限定
- コダック - ポイントイベント攻略特典・期間限定
- コダック うきわ - 1分クッキングまっちゃドーナツ交換特典・期間限定
- ゴーリキー
- ゴーリキー やまのぼり - ログイン特典・期間限定
- ヤドン - ポイントイベント攻略特典・期間限定
- カモネギ - チームイベント攻略特典・期間限定
- ゲンガー ブルーミングフラワー - 有料プレミアムパス・期間限定（2022年3月）
- ゲンガー ハロウィン - 課金・期間限定
- マルマイン - チームイベント攻略特典・期間限定
- ナッシー 色違い - ログイン特典・期間限定
- ナッシー アローラのすがた  - 1分クッキングヤシの実交換特典・期間限定
- ラッキー カラフルエッグ - ログイン特典・期間限定
- コイキング -  有料プレミアムパス・期間限定（2023年1月）
- コイキング 色違い - 有料プレミアムパス・期間限定（2023年1月）
- ギャラドス - デリバリー・期間限定
- メタモン - ポイントイベント攻略特典・期間限定
- メタモン へんしん!イーブイ - ポイントイベント攻略特典・期間限定
- メタモン へんしん!ピカチュウ - 1分クッキング攻略特典・期間限定
- メタモン へんしん!カイリュー - 1分クッキング攻略特典・期間限定
- シャワーズ - ポイントイベント攻略特典・期間限定
- シャワーズ トロピカル - デリバリー・期間限定
- サンダース - ポイントイベント攻略特典・期間限定
- サンダーズ ほしぞら - デリバリー・期間限定
- ブースター - チームイベント攻略特典・期間限定
- ブースター フェスティバル - 1分クッキングフェスバルーン交換特典・期間限定
- カビゴン どこでもパジャマ - 課金・期間限定
- カビゴン ふわふわドーナツ - デリバリー・期間限定
- カイリュー ショコラタキシード - 有料プレミアムパス・期間限定（2022年2月）
- カイリュー ドラゴンのぼうし - 期間限定
- ミュウツー - 1分クッキング伝説コイン交換特典・期間限定
- ミュウ - 追加スタッフ希望投票1位・期間限定
- ミュウ アウトドアウェア - デリバリー・期間限定
- ミュウ フレッシュスタイル - 課金・期間限定
- ミュウ おほしさま - デリバリー・期間限定
- ヒノアラシ
- バクフーン ヒスイのすがた - デリバリー
- オオタチ - 1分クッキングきのみ「交換特典・期間限定
- ピチュー - ポイントイベント攻略特典・期間限定
- ピチュー ティーパーティー - デリバリー・期間限定
- トゲピー はりたまのぼうし - 期間限定
- ウソッキー
- ブラッキー - 有料プレミアムパス・期間限定（2023年2月）
- ブルー ようせいのぼうし - 期間限定
- ブルー 色違い
- ハッサム - デリバリー・期間限定
- ニューラ
- ニューラ クールウェイター -  デリバリー
- ニューラ 色違い
- ニューラ ヒスイのすがた - チームイベント攻略特典・期間限定
- ヒメグマ - チームイベント攻略特典・期間限定
- サニーゴ -  有料プレミアムパス・期間限定（2023年8月）
- ポリゴン2 - デリバリー・期間限定
- ホウオウ - 1分クッキング伝説コイン交換特典・期間限定
- セレビィ 森のみのり - デリバリー・期間限定
- セレビィ おほしさま - デリバリー・期間限定
- ヌマクロー - ポイントイベント攻略特典・期間限定
- ルンパッパ - チームイベント攻略特典・期間限定
- キルリア ダイナーユニフォーム -  デリバリー
- キルリア アンティーク -  ポイントイベント攻略特典・期間限定
- キルリア 色違い
- サーナイト - デリバリー
- サーナイト ロイヤルスノー - デリバリー・期間限定
- クチート - デリバリー
- クチート ショコラティエ - デリバリー・期間限定
- チルタリス - ポイントイベント攻略特典・期間限定
- チルタリス フェスティバル - デリバリー・期間限定
- アブソル - 有料プレミアムパス・期間限定（2023年5月）
- タマザラシ - ポイントイベント・期間限定
- ラティアス - デリバリー
- ラティオス - デリバリー
- ジラーチ - デリバリー
- ジラーチ ながいぼし - デリバリー・期間限定
- ドダイトス クリスマス! - 課金・期間限定
- ヒコザル
- ヒコザル ちかたんけん - 課金・期間限定
- ポッチャマ ビーチリゾート - 課金
- ポッチャマ クリスマス - ログイン特典・期間限定
- ポッチャマ HNY'22 - ログイン特典・期間限定
- ポッチャマ 色違い
- ムックル カラフルエッグ -  デリバリー
- ムックル 色違い
- パチリス - デリバリー
- パチリス ティーパーティー - 課金・期間限定
- ブイゼル なみのりサーファー - 課金・期間限定
- ブイゼル 色違い
- ムウマージ - チームイベント攻略特典・期間限定
- ムウマージ ハロウィン - チームイベント攻略特典・期間限定
- ガブリアス - チームイベント攻略特典・期間限定
- ゴンベ おおぐいのぼうし - 期間限定
- ゴンベ 色違い
- ルカリオ マスターシェフ - マスターポイント交換
- ルカリオ シェフ - EXTRAオーダー攻略特典
- ルカリオ マスカレード - 有料プレミアムパス・期間限定（2021年10月-11月）
- ルカリオ 色違い
- ユキメノコ - 有料プレミアムパス・期間限定（2022年12月）
- ユキメノコ ロイヤルスノー - デリバリー・期間限定
- ディアルガ - 1分クッキング伝説コイン交換特典・期間限定
- パルキア - 1分クッキング伝説コイン交換特典・期間限定
- シェイミ ランドフォルム - 1分クッキングお花交換特典・期間限定
- ビクティニ - デリバリー
- ツタージャ - 有料プレミアムパス・期間限定（2023年4月）
- ビクティニ こんがりシェフ - デリバリー・期間限定
- ミジュマル
- ミジュマル なつやすみ - 課金・期間限定
- タブンネ なつまつり - 有料プレミアムパス・期間限定（2022年8月）
- エルフーン みがわり - ポイントイベント攻略特典・期間限定
- ドレディア
- ズルッグ - チームイベント攻略特典・期間限定
- ゾロア - デリバリー
- ゾロア ほしぞら - デリバリー・期間限定
- ゾロア ヒスイのすがた - チームイベント攻略特典・期間限定
- ゾロア ヒスイのすがた クリスマス - デリバリー・期間限定
- チラーミィ 色違い
- チラーミィ きれいずきのぼうし - 期間限定
- ゴチミル
- ゴチミル バケーション - 課金・期間限定
- ヒトモシ - 期間限定
- ヒトモシ おしゃれなランプ - 有料プレミアムパス・期間限定（2022年9月）
- シャンデラ - 1分クッキングハロウィンカボチャ交換特典・期間限定
- シャンデラ 色違い - イベント・期間限定
- テールナー - 期間限定
- テールナー ハロウィン - 有料プレミアムパス・期間限定（2022年10月）
- テールナー ふりそで -  ポイントイベント攻略特典・期間限定
- ゲッコウガ - ポイントイベント攻略特典・期間限定
- ゲッコウガ スペシャルシェフ - ログイン特典・期間限定
- ニャスパー - ポイントイベント攻略特典・期間限定
- ペロリーム ホイップのぼうし - 期間限定
- ペロリーム 色違い
- ニンフィア - 有料プレミアムパス・期間限定（2022年11月）
- ニンフィア フェスティバル - デリバリー・期間限定
- ニンフィア ショコラティエ - デリバリー・期間限定
- ヌメラ - 有料プレミアムパス・期間限定（2023年3月）
- ディアンシー - デリバリー・期間限定
- フーパ - 1分クッキングまっちゃドーナツ交換特典・期間限定
- モクロー
- モクロー くさばねのぼうし -  期間限定
- モクロー モノクルしつじ -  有料プレミアムパス・期間限定（2021年12月）
- モクロー ふかふか花びら - 1分クッキング花びら交換特典・期間限定
- モクロー 色違い - ログイン特典・期間限定
- ドデカバシ - チームイベント攻略特典・期間限定
- アブリボン
- アママイコ マジカルスター - 課金・期間限定
- アママイコ クリスマス - 課金・期間限定
- キテルグマ パティシエ - チームイベント攻略特典・期間限定
- ミミッキュ ハロウィン - デリバリー・期間限定
- コスモッグ - 1分クッキング伝説コイン交換特典・期間限定
- サルノリ ロックンロール - 有料プレミアムパス・期間限定（2022年5月）
- サルノリ ドラマーのぼうし - 期間限定
- ヒバニー なんごくバカンス - 有料プレミアムパス・期間限定（2022年1月）
- ヒバニー ストライカーのぼうし - 期間限定
- ヒバニー フラワーコーデ - チームイベント攻略特典・期間限定
- メッソン ふなのり - 有料プレミアムパス・期間限定（2022年7月）
- インテレオン - 有料プレミアムパス・期間限定（2023年6月）
- ヨクバリス - チームイベント攻略特典・期間限定
- ワンパチ - デリバリー
- ワンパチ くいしんぼうシェフ - デリバリー・期間限定
- マホイップ ミルキィバニラ - チームイベント攻略特典・1分クッキングアメざいく交換特典・期間限定
- マホイップ トリプルミックス - 1分クッキングアメざいく交換特典・期間限定
- ニャオハ - ポイントイベント攻略特典・デリバリー
- ホゲータ - ポイントイベント攻略特典・デリバリー
- クワッス - ポイントイベント攻略特典・デリバリー
- パピモッチ - ポイントイベント攻略特典・期間限定
- デカヌチャン - デリバリー・期間限定
- シャリタツ - ポイントイベント攻略特典・期間限定

## 反響
2020年8月に世界累計500万DLを達成した。
2020年11月には、『The Game Awards 2020』の「Best Mobile Game」部門にノミネート入りを果たした。また、2020年12月には、『Google Play Best of Awards 2020』のキュート&カジュアル部門大賞に選ばれた。2021年11月に「ポケまぜ」の累計ダウンロード数が1000万を達成した。

## 評価
箭本進一は4Gamer.netに寄せた本作のレビュー記事の中で、画面スワイプを中心とした操作体系に、様々な特性を持つ材料が加わり、独特の操作性が出来上がっていると評価している。
また、箭本は本作のかわいらしい手描きのアートワークが、普段とは違ったポケモンの魅力を引き出しているとも述べている。